# 谷貝宿
谷貝宿（やがいしゅく、やがいじゅく）は、江戸時代の日光東街道（関宿通多功道）における下総国の宿場。現在は茨城県古河市谷貝に相当する。
日光東街道の起点となる水戸街道小金宿・我孫子宿間の追分から数えて5番目の宿場である。

## 歴史
戦国時代の谷貝については、古河公方・足利義氏の近臣だった芳春院周興らによる天正2年（1574年）連署状に、「矢貝（屋か井）」は御中居領であり下総相馬氏に下されたと見える。なお、御中居は公方の身の回りの世話をする下級武士。このころの谷貝は、古河公方御料所の一部であったことが分かる。
宿駅の成立は、江戸時代初期の元和5年（1619年）頃と考えられている。宿駅の管理は主に関宿藩が担った。ただし、明和6年（1769年）から安永3年（1774年）の5年間は、幕府だった。

## 町の概要
宝永 3年（1706年）の家数は105軒、人口は315人（男165人、女145人、出家3人、道心1人、医師1人）である（『初見禎祐家文書』）。街道は町を南北に縦断していた。町の中央・遍照寺に近い街道西側に本陣が一軒あり、谷貝町名主の初見家が運営していた。脇本陣はなかった。本陣と反対側の街道東側には高札場と常夜灯があった（『五海道其外延絵図関宿通多功道』）。 
宿場の位置は現在の古河市谷貝で、日光東街道に相当する県道17号沿いに遍照寺付近を中心として町が展開していた。

## 寺社
- 遍照寺 : 谷貝宿の中央にある天台宗寺院。山号は高日山。仁連宿・妙厳寺の末。室町時代の文化3年（1471年）、覚梁が開山。猿島坂東三十三観音霊場の10番札所。[3]

## 助郷の村々
各宿場町では、参勤交代や公用の人や物を運ぶために人馬を常備する必要があったが、これを助けるために近隣の村々が助郷に指定された。谷貝宿は関宿藩領であったにもかかわらず、嘉永5年（1852年）に幕府勘定奉行所に定助郷を願い出て、幕領・旗本領の11ヵ村を18年間にわたって定助郷とすることを認められた。沓掛村本村および内野山分、弓田村、崎房村、馬立村、鴻野山村、古間木村、太田村、沼森村、粟野村、粟野新田である。ただし翌年には、これらの村は谷貝宿に隣接する逆井村と請負契約を結び、実際には逆井村が有償で人馬を負担した。

## 隣の宿場
境宿 - 谷貝宿 - 仁連宿